# Donald Stockton
Donald Parker Stockton (ur. 7 września 1904; zm. 31 lipca 1978) – kanadyjski zapaśnik walczący w stylu wolnym. Trzykrotny olimpijczyk. Srebrny medalista z Amsterdamu 1928; piąty w Paryżu 1924 i siódmy w Los Angeles 1932. Walczył w wadze średniej.

## Letnie Igrzyska Olimpijskie 1924
| Konkurencja      | Rundy eliminacyjne  | Rundy eliminacyjne     | Turniej o brązowy medal | Klas. końcowa |
| Konkurencja      | 1/4                 | 1/2                    | Przeciwnik I            | Miejsce       |
| ---------------- | ------------------- | ---------------------- | ----------------------- | ------------- |
| 72 kg styl wolny | Edgar Bacon (GBR) Z | Guy Lookabough (USA) P | Otto Müller (SUI) P     | 5.            |

## Letnie Igrzyska Olimpijskie 1928
| Konkurencja      | Rundy eliminacyjne | Rundy eliminacyjne   | Runda o srebrny medal  | Runda o srebrny medal | Klas. końcowa |
| Konkurencja      | 1/4                | 1/2                  | Przeciwnik I           | Przeciwnik II         | Miejsce       |
| ---------------- | ------------------ | -------------------- | ---------------------- | --------------------- | ------------- |
| 79 kg styl wolny | Sam Rabin (GBR) Z  | Ernst Kyburz (SUI) P | Ralph Hammonds (USA) Z | Anton Praeg (ZPA) Z   | 2.            |

## Letnie Igrzyska Olimpijskie 1932
| Konkurencja      | Rundy eliminacyjne      | Rundy eliminacyjne   | Klas. końcowa |
| Konkurencja      | Przeciwnik I            | Przeciwnik II        | Miejsce       |
| ---------------- | ----------------------- | -------------------- | ------------- |
| 79 kg styl wolny | Sumiyuki Kotani (JPN) P | Émile Poilvé (FRA) P | 7.            |